# Daniel Josef Mayer z Mayernu

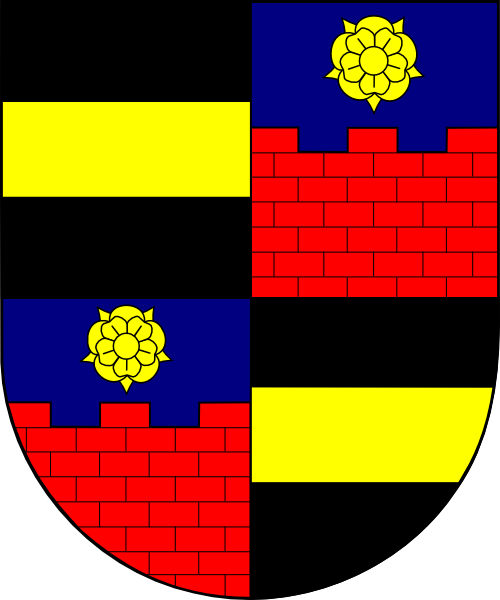
osobní znak arcibiskupa Mayera z Mayernu

Daniel Josef Mayer z Mayernu (16. ledna 1656, Stráž pod Ralskem – 10. dubna 1733, Praha) byl kanovník u sv. Víta v Praze, probošt tamní kapituly, titulární biskup tiberiadský a pomocný biskup pražský, působil také jako generální vikář pražské arcidiecéze. V roce 1731 se stal pražským arcibiskupem.

## Životní dráha
Narodil se ve Stráži pod Ralskem, městečka v té době poničeného třicetiletou válkou a původním názvem Wartenberg. Jeho otec byl chudý řezník, ale díky podpoře přátel se synovi dostalo vzdělání na jezuitském gymnáziu v Jičíně. Pak pokračoval ve studiu v jezuitském konviktu u sv. Bartoloměje na Starém Městě pražském. Odtud byl jako absolvent-misionář vyslán k protestantům do Příboru. Dokázal zde získat svou výřečností během několikaleté služby zhruba 500 luteránů pro vstup do katolické církve. Ve svých 28 letech byl poté vyslán na faru v Hroznětíně u Karlových Varů. Kolem roku 1680 byl knězem v Jindřichovicích u Kraslic, odkud misijně působil mezi krušnohorskými luterány v Přebuzi a okolí.
Roku 1688 byl vyslán spolu se členy zvláštního poselstva hraběte Jana Antonína z Nostic k dlouhým jednáním do Švédska. Roku 1693 byl zvolen kanovníkem pražské metropolitní kapituly u sv. Víta a roku se stal 1701 proboštem tamtéž. Rok poté byl jmenován generálním vikářem pražského arcibiskupa Jana Josefa Breunera. Tutéž funkci pak zastával od roku 1711 u arcibiskupa Františka Ferdinanda z Khünburgu.
Roku 1711 byl jmenován tajným radou císaře Karla VI. Měl velký podíl na rozvoji kultu sv. Jana Nepomuckého.
Když arcibiskup Khünburg roku 1731 zemřel, stal se jeho nástupcem. Tento úřad však zastával pouze rok, neboť v dubnu 1733 ve věku 77 let zemřel.  Byl pohřben do hrobky v katedrále sv. Víta na Pražském hradě.

## Uznání zásluh

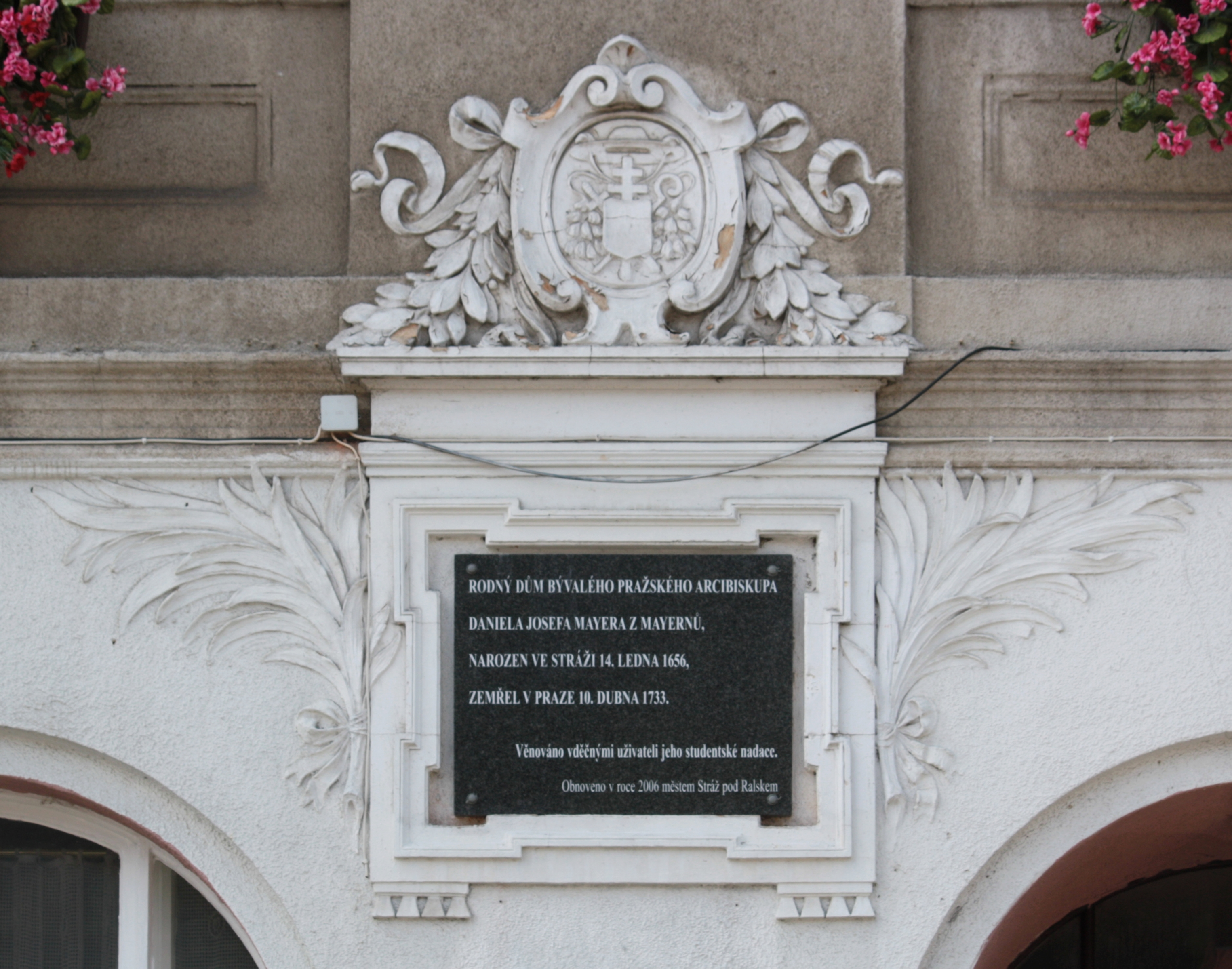
Tabulka na rodném domě arcibiskupa ve Stráži pod Ralskem

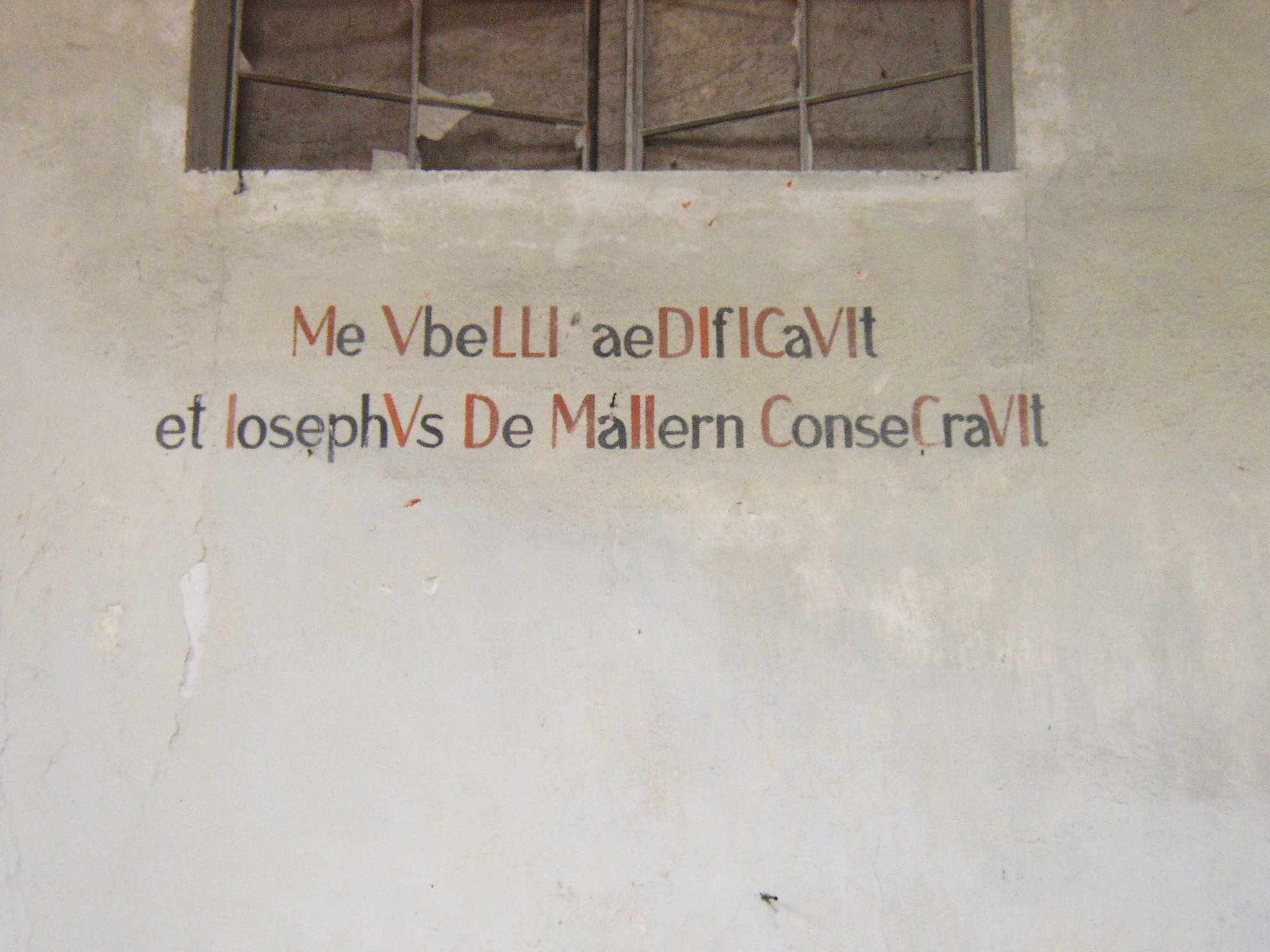
Latinský chronogram (2× 1714) v kapli Nejsvětější Trojice na zámku Koleč připomíná její vysvěcení biskupem Mayerem v roce 1715

Na své rodné město nezapomínal a několikrát je významně finančně podpořil. Absolventi jím podporovaných škol mu v roce 1904 na rodný dům č.p. 14 dali zhotovit pamětní desku. Podle tamní lidové pověsti měl také jako arcibiskup přijmout delegaci bývalých farníků z hladovějícího západního Krušnohoří, uspořádat pro ni finanční sbírku a obdarovat ji bramborami a poučením, jak je pěstovat, aby nemuseli hladovět.